# داستان هیجی
داستان هیجی (به ژاپنی: 平治物語, Heiji monogatari)، یک حماسه جنگ ژاپنی (گونکی مونوگاتاری) است که جزئیات وقایع شورش هیجی ۱۱۵۹–۱۱۶۰ را نشان می‌دهد، که در آن رئیس خاندان سامورایی میناموتو نو یوشیتومو به کیوتو حمله و آن را محاصره کرد، به عنوان بخشی از مناقشه بر سر قدرت سیاسی که در آن با قدرت گرفتن تایرا نو کیوموری، رئیس خاندان تایرا مخالفت می‌شد.